# Сумасшедшие гонки (фильм, 2005)
«Сумасшедшие гонки» (англ. Herbie: Fully Loaded) — фильм 2005 года производства студии Walt Disney Pictures с Линдси Лохан и Джастином Лонгом в главных ролях. Является шестой и финальной частью кинофраншизы о Херби.

## Сюжет
История вращается вокруг недавней выпускницы колледжа Мэгги Пэйтон (Линдси Лохан), бывшей уличной гонщицы, дочки известного гонщика Рэя Пэйтона старшего (Майкл Китон). Мэгги хочет уехать в Нью-Йорк и стать спортивным комментатором ESPN. Но этим планам не суждено сбыться, так как она купила себе за 75$ на свалке «Фольксваген Битл». Мэгги быстро узнает, что у этого маленького автомобильчика есть собственный ум: «Жучок», вопреки её воле, привозит Мэгги к гаражу, где работает её друг Кевин (Джастин Лонг). Кевин убеждает Мэгги взять Херби на выставку автомобилей, где они смогут купить для него некоторые запчасти. После прибытия на выставку, Херби обманным путём заставляет Мэгги переодеться в старую экипировку некого Maкса, лежащую у него в багажнике. После того, как трёхкратный победитель НАСКАР Трип Мерфи (Мэтт Диллон) оскорбляет Херби, Херби зеркалом заднего вида царапает машину Трипа и теперь должен участвовать в наспех организованных уличных гонках против Мерфи, в которых выигрывает, обойдя машину Трипа по отбойнику. Это восхищает Кевина, который хочет, чтобы Мэгги вернулась в уличные гонки, но это очень не нравится её отцу Рэю старшему, который запретил ей участвовать в гонках после серьёзной травмы несколько лет назад.
Разозленный Трип хочет взять реванш и устраивает двухдневные уличные гонки, победитель которых будет гоняться с ним и в случае победы получит 10 000 $. Мэгги вступает в гонки в надежде выиграть главный приз. Херби без труда обходит всех соперников и получает возможность участвовать в финальном матче против Мерфи. Трип, рассматривая фотографии, приходит к выводу, что Maкс — это на самом деле Мэгги. Встретившись с Мэгги, Трип предлагает ей проехаться в его машине. После поездки Мэгги говорит, что лучше этой машины она никогда не видела. У Херби после этих слов начинается депрессия, а Трип предлагает Мэгги изменить условия завтрашней гонки: победитель получает не 10 000 $, а машину проигравшего. Несмотря на депрессию, Херби все-таки участвует в гонке и приближается к финишу нос в нос с Трипом. Мэгги восклицает: «Ну давай же, мне нужна его машина» после чего Херби останавливается прямо перед финишем. Помощник Трипа увозит Херби на эвакуаторе.
Вечером Мэгги приходит к Трипу с требованием чтобы он продал ей её машину, но Трип говорит, что он отдал Херби Крэшу, покататься на разрушительных гонках. Мэгги прорывается на арену разрушительных гонок, где оказывается под угрозой быть задавленной машиной-монстром, от которой её спасает Херби.
Рэй младший (Брекин Мейер), которого отец хочет сделать гонщиком, сам хочет стать барабанщиком и у него даже есть своя группа (см. вырезанные сцены и комментарии режиссёра на лицензионном DVD). Тем не менее Рэй проходит квалификацию и должен будет участвовать в кубке Nextel NASCAR. После финиша квалификации Рэй врезается в стену и получает небольшую травму левого глаза, из-за которой не сможет участвовать в гонках. Вместо себя он выдвигает кандидатуру Мэгги и вместе с командой чинит разбитого на разрушительных гонках Херби.
Херби участвует в кубке NEXTEL. В самом конце Трип пытается прикончить Херби, но врезается в ограждение и переворачивается перекрыв дорогу. Херби вынужден объехать его по ограждению. В итоге Херби выигрывает гонку, Мэгги целуется с Кевином, а Херби отправляется на романтическое свидание с Жёлтым Жучком (VW New Beetle).

## В ролях
- Линдси Лохан — Мэгги Пэйтон
- Майкл Китон — Рэй Пэйтон
- Мэтт Диллон — Трип Мёрфи
- Джастин Лонг — Кевин
- Брекин Мейер — Рэй Пэйтон-мл.
- Шерил Хайнс — Сэлли
- Джимми Симпсон — Крэш
- Джилл Ричи — Харизма
- Томас Леннон — Ларри Мёрфи
- Джереми Робертс — владелец свалки
- Моника Мэннинг — Моника Армстронг